# میچیو ایشیکاکه
میچیو ایشیکاکه (ژاپنی: 石掛 美知代؛ زادهٔ ۱۷ مارس ۱۹۶۶) بازیکن والیبال زن اهل ژاپن بود.